# الاعتماد المتبادل (الدول)
الاعتماد المتبادل في العلاقات الدولية من مذاهب التحررية والواقعية ويقول بأن الدول وثرواتها مرتبطة ببعضها البعض بنحو لا ينفصم.